# Ceroplesis sudanica
Ceroplesis sudanica là một loài bọ cánh cứng trong họ Cerambycidae.